# 日本マスタートラスト信託銀行
日本マスタートラスト信託銀行株式会社（にほんマスタートラストしんたくぎんこう、英: The Master Trust Bank of Japan, Ltd.）は、有価証券の保管や管理事務を行う日本で最初の銀行（信託銀行）である。資産管理業務を専門に取り扱う。。東京都港区赤坂に本社を置く。
三菱UFJ信託銀行のグループ会社
株式の8割を三菱UFJ信託銀行、日本生命が保有している。
2000年に業務を開始した。

## 概要
日本初の信託銀行。2000年に業務を開始。年金基金や投資信託などの信託資産を預かり、管理している。
年金や投資信託など、国民の財産を管理する社会インフラとしての使命を担っている。
常任代理契約等に基づく預り資産を含んだ管理資産残高合計は約615兆円である（2023年3月末現在）。
同業には日本カストディ銀行、ステート・ストリート信託銀行がある。
年金積立金管理運用独立行政法人(GPIF)の資産管理機関をステート・ストリート信託銀行とともに務めている。
大阪オフィス（吹田市江坂、大阪市淀屋橋）に大阪資産管理部を設置し、BCP対策として、東京とのデュアルオペレーション態勢を構築している。
2024年2月、本社を赤坂インターシティAIRに移転。

## 沿革
- 1985年 - チェース・マンハッタン信託銀行として設立。[要出典]
- 1996年 - ドイチェ・モルガン・グレンフェル信託銀行に商号変更。[要出典]
- 1999年 - ディーエムジー信託銀行に商号変更。[要出典]
- 2000年 - 三菱信託銀行(現：三菱UFJ信託銀行)、日本生命保険、東洋信託銀行、明治生命保険、ドイツ銀行の共同出資により[2]、わが国で最初の資産管理専門信託銀行として、業務を開始した[5]。
- 2005年 - 三菱UFJ信託銀行、日本生命保険、明治安田生命保険、農中信託銀行の共同出資に変更[2]。
- 2017年 - 三菱UFJ信託銀行株式会社から、資産移管が行われる[2]。
- 2020年 - 開業20周年[2]。
- 2021年
  - 9月 - 資産管理残高500兆円到達[2]。
  - 12月- 資産管理サービスにおいて、米ブラックロックと戦略的パートナーシップを締結した[5][4]。
- 2024年 - 本社を赤坂インターシティAIRへ移転[2]。